# アルバート・R・ブロッコリ
アルバート・R・ブロッコリ（Albert R. Broccoli、本名: Albert Romolo Broccoli、1909年4月5日 - 1996年6月27日）は、アメリカ合衆国の映画プロデューサー。ニューヨーク州ニューヨーク出身。ファンの間ではカビー・ブロッコリの愛称で知られる。

## プロフィール
ロングアイランドのイタリア系の家系に生まれる。フロリダに移るが、父親の死に伴ってクイーンズ区の祖母の元に移る。
ハワード・ヒューズ監督の『ならず者』（1941年）の下働きからスタジオに入る。第二次世界大戦勃発とアメリカの参戦によりアメリカ海軍に従軍するが、戦後ハリウッドに戻ってエージェントの仕事に就く。
アーヴィン・アレンと組んで、独立系の制作会社ウォーリック・フィルムズを設立する。その後、コロンビア ピクチャーズと共同で、『赤いテント』『零下の地獄』などアラン・ラッド主演の冒険映画を制作。
1961年にハリー・サルツマンとともにイーオン・プロダクションズを設立。イアン・フレミングの007シリーズの映画化権を所有していたサルツマンと、007の映画を共同制作するために設立したプロダクションだった。その後ユナイテッド・アーティスツの下で、第一作『007/ドクター・ノオ』を成功させる。その後、生涯に渡り007シリーズのプロデューサーを務めた。第十作『007/私を愛したスパイ』からは、サルツマンがイオン・プロを離れたこともあり第十三作『007/オクトパシー』までは単独で、第十四作『007/美しき獲物たち』からは継子のマイケル・G・ウィルソンと共同でプロデューサーを担当した。
1977年に、ロンドンからビバリーヒルズへと移住し、1981年に映画界への功績を認められアービング・G・タルバーグ賞を受賞。プロデューサーとしてクレジットされた最後の作品は『007/消されたライセンス』。次作『007/ゴールデンアイ』は存命中の作品だったがプロデュース業からは退き、ウィルソンと娘のバーバラ・ブロッコリにプロデューサーの座を譲った。逝去後の『007/トゥモロー・ネバー・ダイ』のエンディングに、追悼の一文が挿入されている。

## エピソード
- 『007は二度死ぬ』を日本で撮影した後、英国海外航空ボーイング707型機911便で帰国する予定だったが、出発2時間前にブロッコリとルイス・ギルバート、ハリー・サルツマン、フレディ・ヤング、ケン・アダムの5人はそれまで都合がつかなかった忍者術の記録映画の披露が急遽行われることになったため搭乗をキャンセルした。鑑賞後、彼らの搭乗予定だった当該便が空中分解によって墜落したと知ると一行は青ざめ、「これが二度目の命だ」と胸を撫で下ろしたという（英国海外航空機空中分解事故を参照）。

## プロデュース作品

### ボンド映画
- 007/ドクター・ノオ（1962）
- 007/ロシアより愛をこめて（1963）
- 007/ゴールドフィンガー（1964）
- 007/サンダーボール作戦（1965）
- 007は二度死ぬ（1967）
- 女王陛下の007（1969）
- 007/ダイヤモンドは永遠に（1971）
- 007/死ぬのは奴らだ（1973）
- 007/黄金銃を持つ男（1974）
- 007/私を愛したスパイ（1977）
- 007/ムーンレイカー（1979）
- 007/ユア・アイズ・オンリー（1981）
- 007/オクトパシー（1983）
- 007/美しき獲物たち（1985）
- 007/リビング・デイライツ（1987）
- 007/消されたライセンス（1989）

### その他の主な作品
- 赤いベレー（1953）
- 零下の地獄（1954）
- 男の城（1954）
- 黄金の賞品（1955）
- 生き残った二人（1955）
- 熱砂の舞（1956）
- 海の荒くれ（1957）
- 今は死ぬ時でない（1958)
- キリマンジャロの決斗（1959）
- 腰抜けアフリカ博士（1963）
- チキ・チキ・バン・バン（1968）

## 「ブロッコリ」
アルバート・R・ブロッコリの伯父であるパスクァーレ・デ・チッコは、食用野菜として世界的に広く食されているブロッコリをリトアニアからアメリカへ持ち込み広めた人物である。